# Harriet Backer
Harriet Backer (ur. 21 stycznia 1845, zm. 25 marca 1932) – norweska malarka, pionierka wśród artystek zarówno w krajach skandynawskich, jak też w całej Europie. Osiągnęła uznanie za życia i była znana ze szczegółowych scen wewnątrz przekazanych w bogatej kolorystyce i nastrojowym oświetleniu.

## Życiorys
Urodziła się w zamożnej rodzinie w Holmestrand w okręgu Vestfold. W wieku 12 lat przeniosła się z rodziną do Christianii (dzisiaj Oslo), gdzie brała lekcje rysunku i malarstwa, zwłaszcza u Joachima Calmeyera. Uczyła się z Johanem Fredrikiem Eckersbergiem (1861–1865) oraz z norweskim teologiem i artystą Christenem Brunem (1828–1917), a także uczęszczała do szkoły malarskiej Knuda Bergsliena (1871–1874). Później był uczennicą Eilifa Peterssena i Léona Bonnat. Od roku 1874 studiowała w Monachium i była związana ze szkołą artystyczną pani Trélat w Paryżu. W latach 1878–1888 Backer mieszkała w Paryżu. Podróżowała po Europie towarzysząc swojej siostrze – pianistce Agacie Backer-Grøndahl i kontynuowała naukę. Studiowała w Paryżu i Monachium. Była pod silnym wpływem impresjonizmu, choć jej twórczość charakteryzuje więcej realizmu. Jej twórczość była porównywana z twórczością jej przyjaciela Eilifa Peterssena. W latach 1889–1912 prowadziła szkołę sztuki i miała wpływ na wielu młodych artystów, w tym Marię Hauge, Larsa Jorde i Henrika Lund. Dawała również lekcje sztuki powieściopisarce Corze Sandel. Przyjaźniła się z Huldą Garborg.
Harriet Backer zdobyła srebrny medal na Wystawie Powszechnej w 1889 i otrzymała Medal Króla za Zasługi w złocie (Kongens fortjenstmedalje i gull) w 1908. Była członkinią Stowarzyszenia Północy, które w 1912 zostało uhonorowane Medalem Pettera Dassa. Niektóre z największych muzeów sztuki w Norwegii mają w swoich zbiorach jej obrazy (Narodowe Muzeum Sztuki, Architektury i Projektowania i Muzeum Uniwersyteckie w Bergen). Jej dzieła znajdują się też w kolekcji Rasmusa Meyera w Muzeum Sztuki w Bergen.

## Galeria

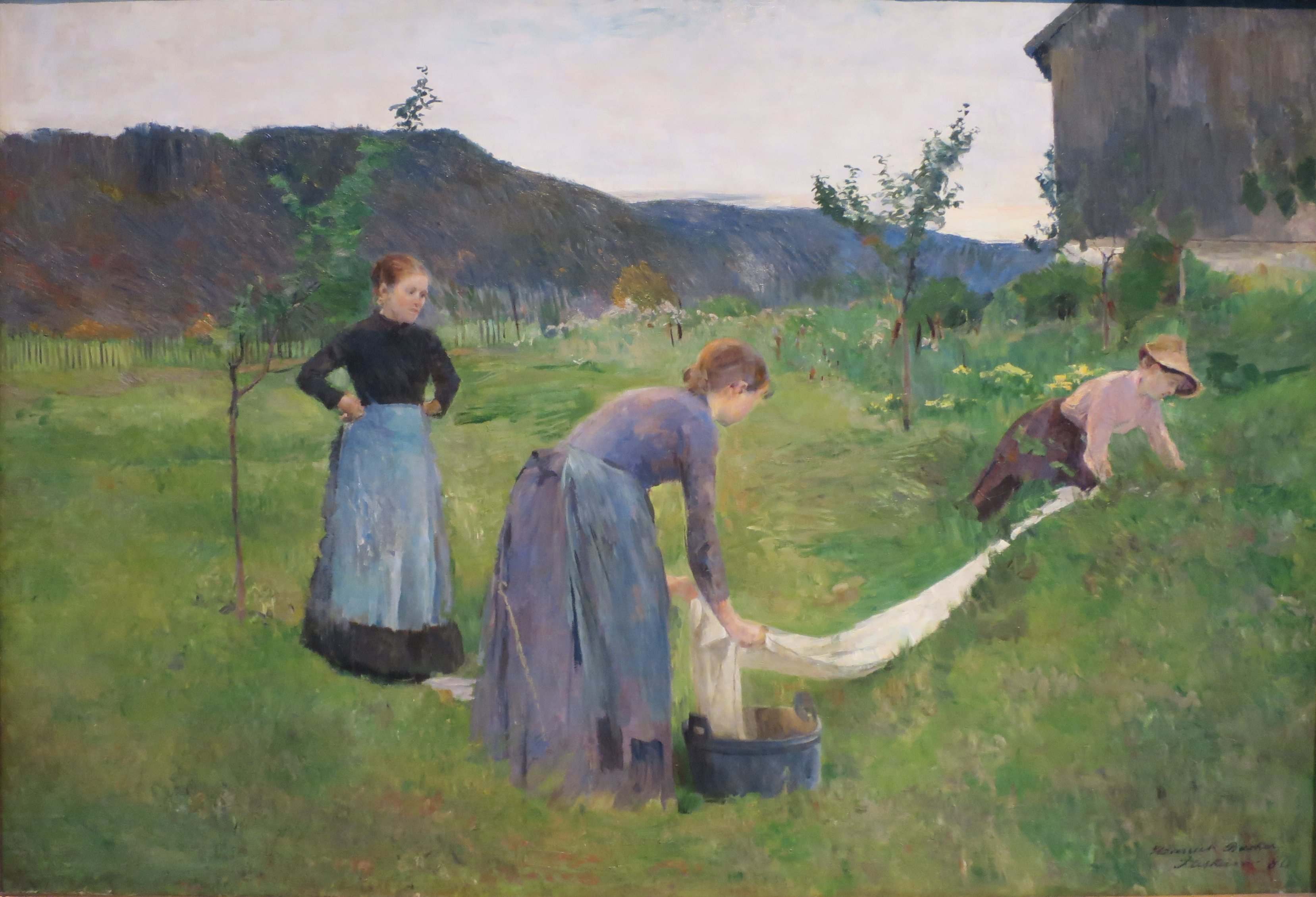
På Bleikevollen (1886–1887)
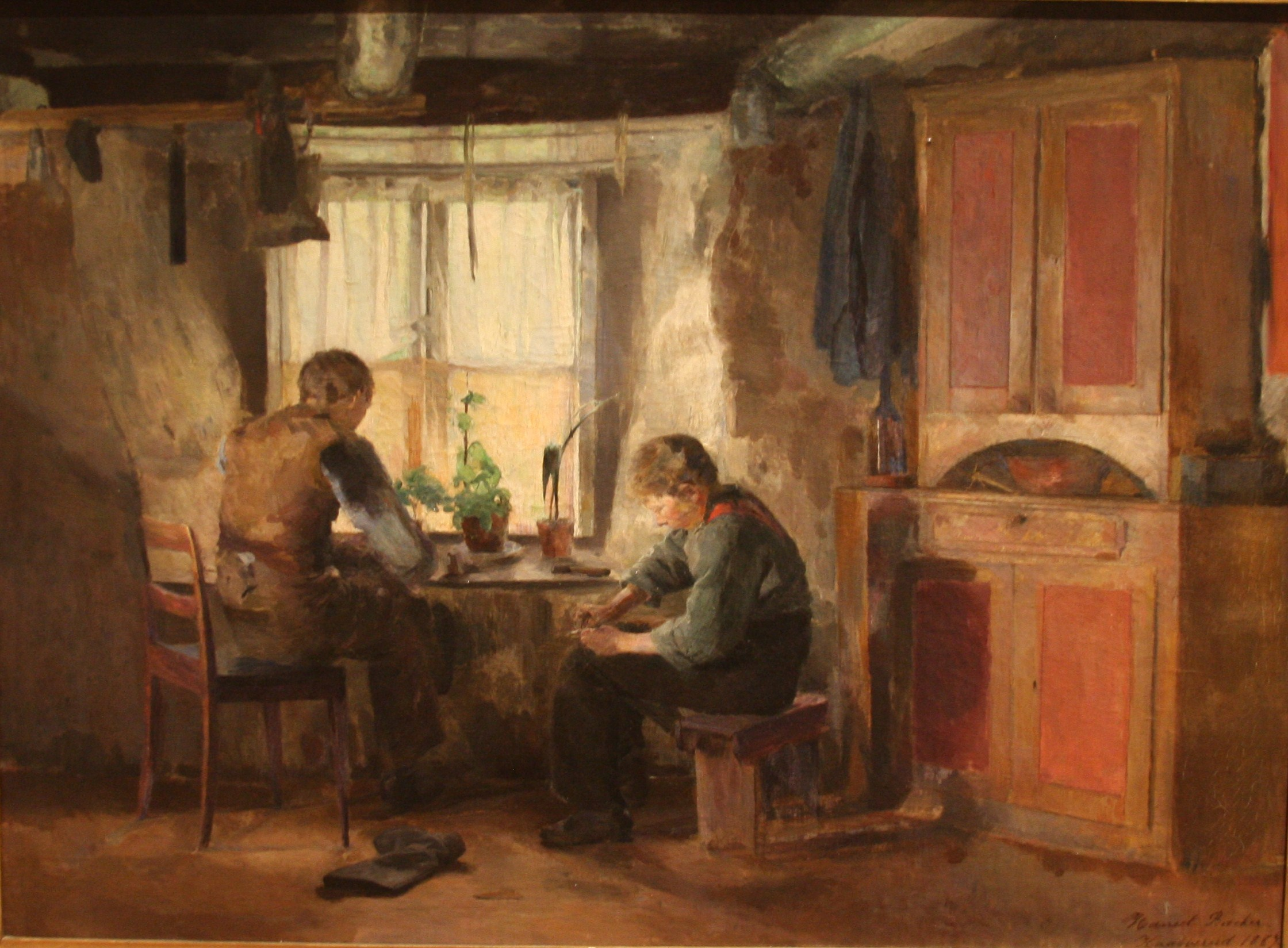
Bygdeskomakere (1887)
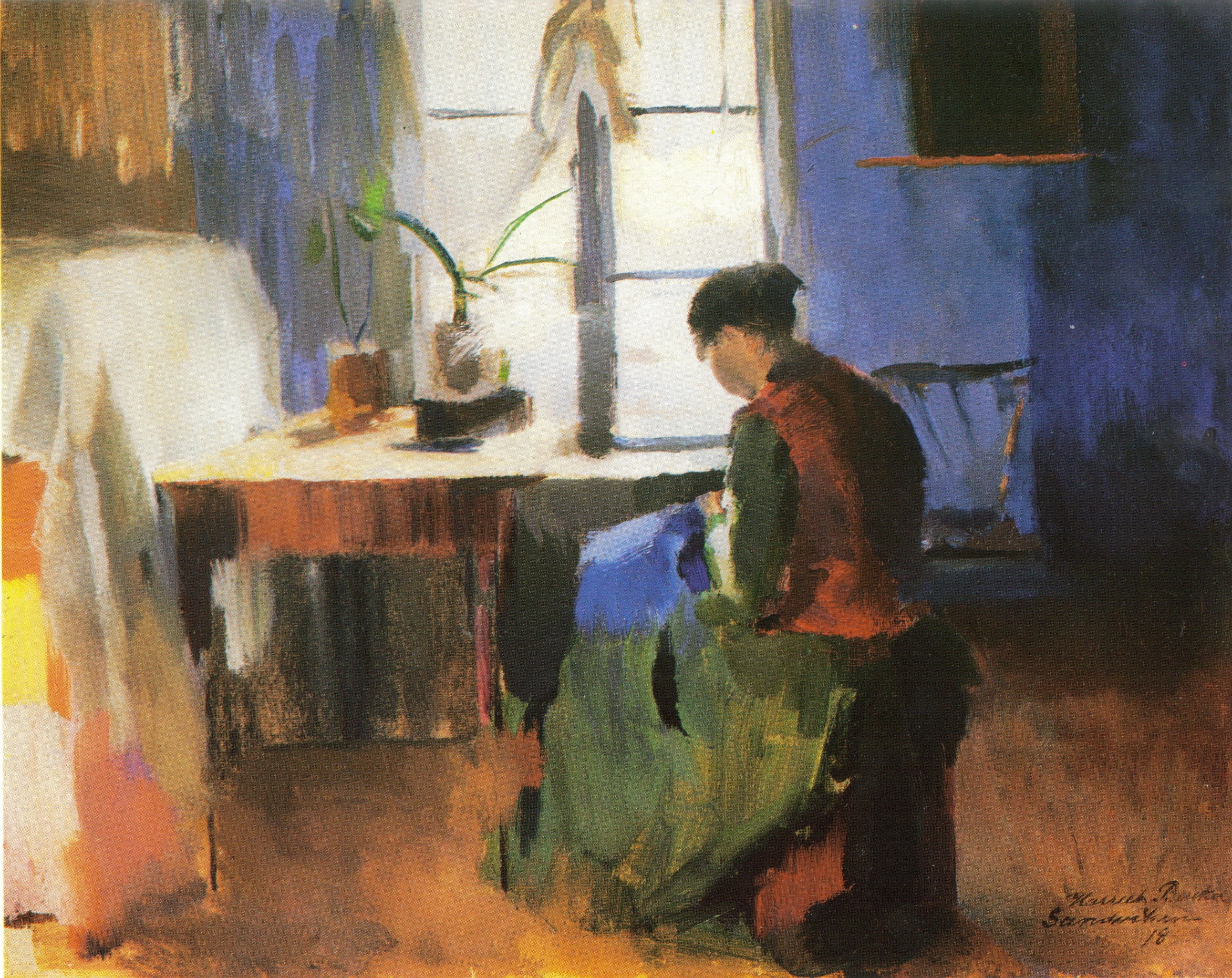
Kone som syr (1890)
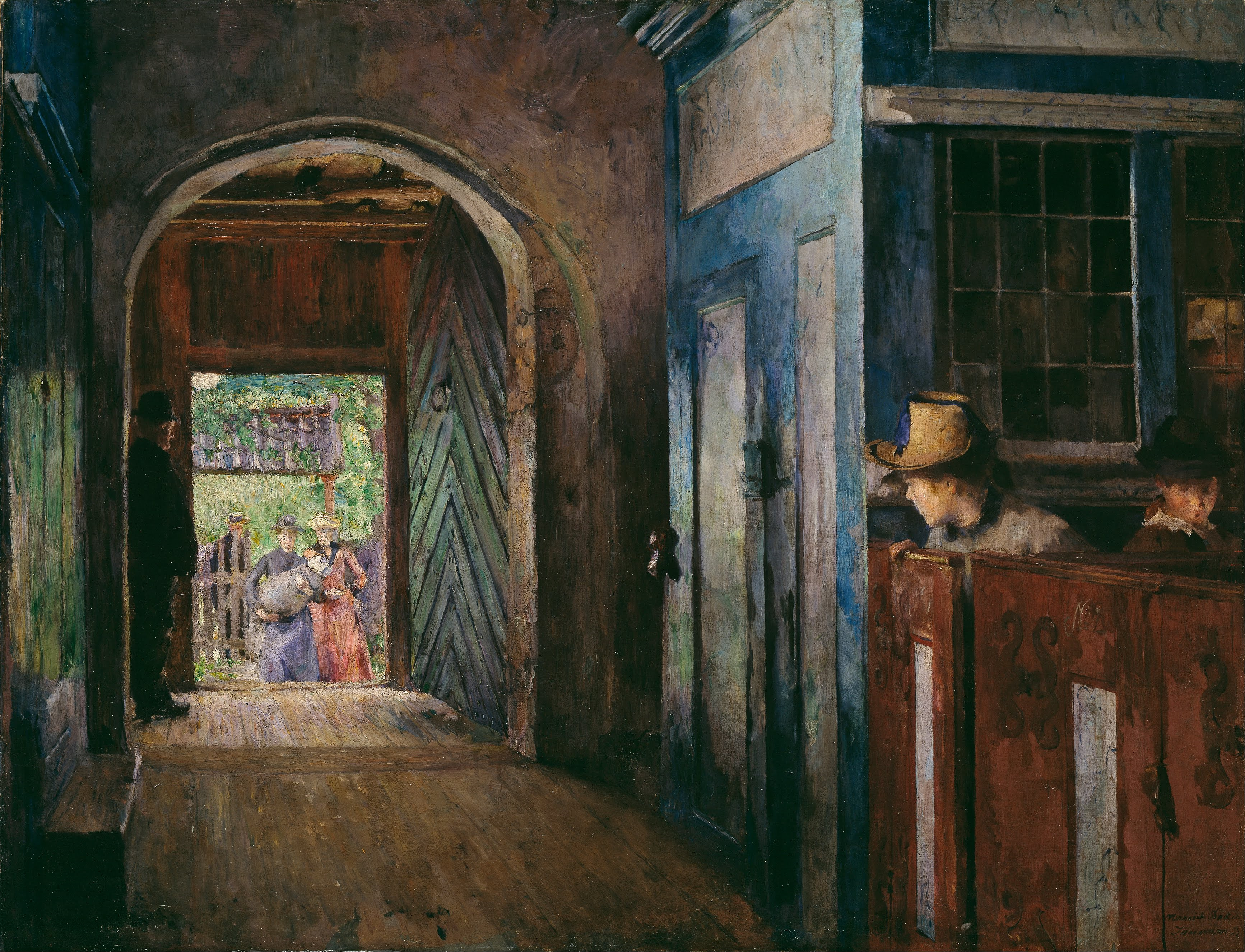
Barnedåp i Tanum kirke (1892)
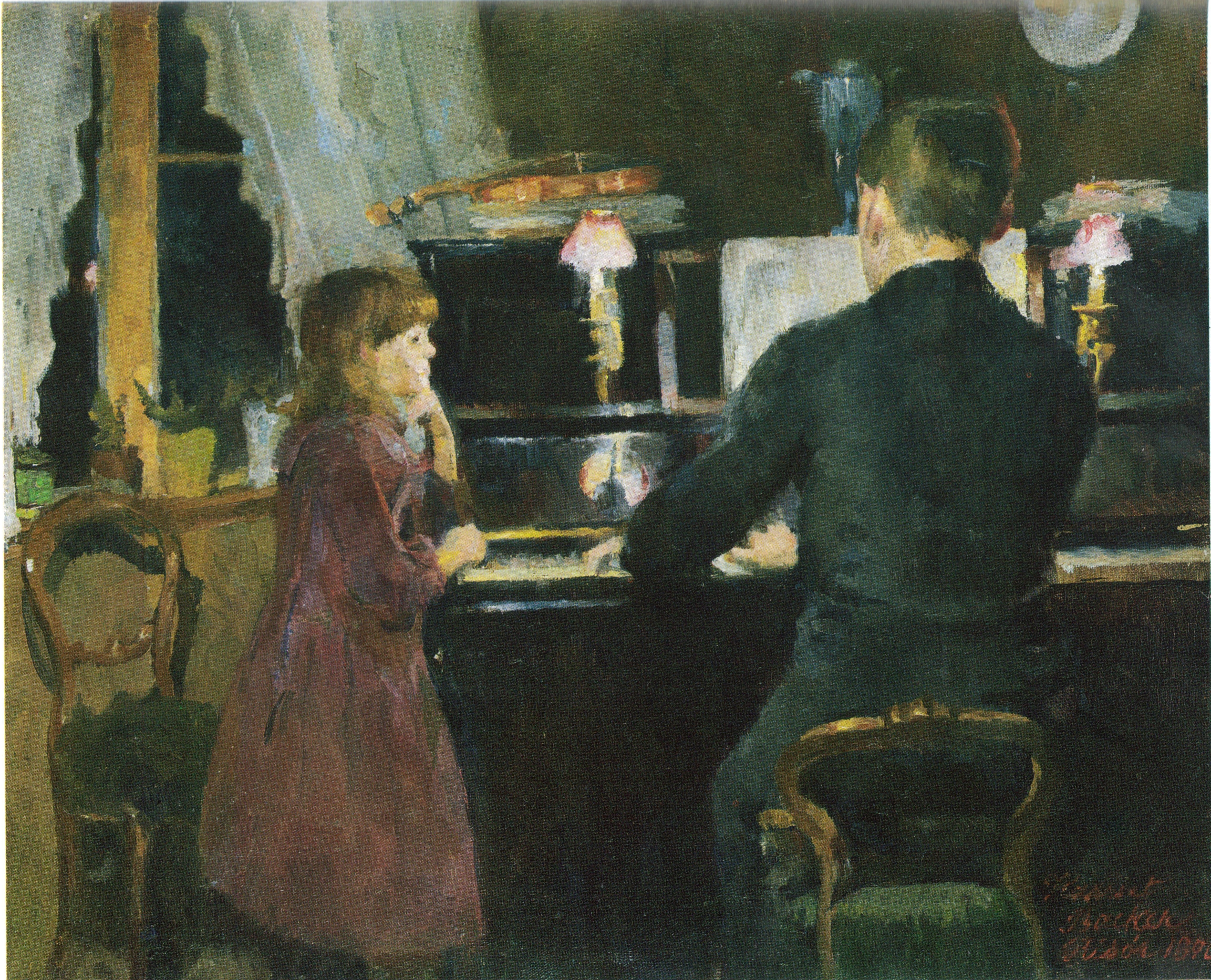
Storebror spiller (1890)
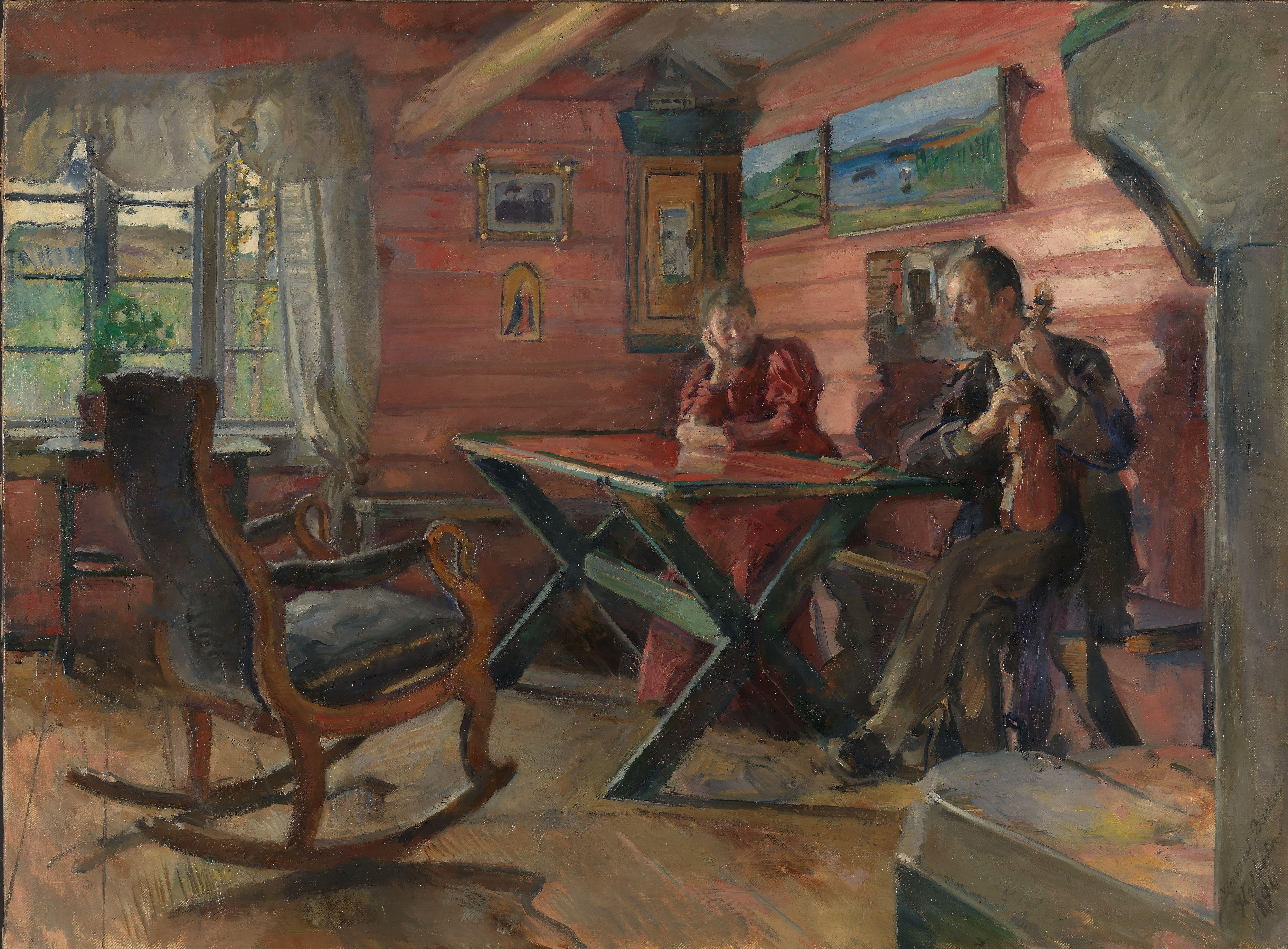
Hulda i Arne Garborgowie w jadalni domu w Kolboth